# Néstor Montelongo
Néstor Montelongo (Montevideo, 20 febbraio 1955 – 10 maggio 2021) è stato un calciatore uruguaiano, di ruolo centrocampista.

## Palmarès

### Club

#### Competizioni nazionali
- Campionato uruguaiano: 1

Peñarol: 1982

#### Competizioni internazionali
- Coppa Libertadores: 1

Peñarol: 1982

### Nazionale
- Campeonato Sudamericano de Football: 3

Copa América 1983